# Michalis Hatzipantelas
Michális Chatzipantéla (grec moderne : Μιχάλης Χατζηπαντέλα ; né le 20 juin 1974) est un homme politique chypriote grec qui est ministre de la Santé de Chypre dans le gouvernement de Nicos Anastasiades. Lors des élections du 9 juin 2024, il est élu député européen pour Chypre avec le parti de Centre droit DISY.

## Jeunesse et éducation
Chatzipantéla est né le 20 juin 1974, dans le village de Peristeronopigi, Famagouste, Chypre. Il est diplômé de l'Université de West London et de l'Université Queen Mary de Londres, obtenant notamment des diplômes tels que FCA, AIA, MSc (Econ) et BA (Hons),,,.

## Carrière
Chatzipantéla est un expert-comptable,, fondateur de HMI & Partners Ltd et membre de l'Institut des comptables agréés d'Angleterre et du Pays de Galles (ICAEW),.
Il est président de l'Anorthosis Famagusta FC d'avril 2019 à octobre 2020.
Hatzipantelas est membre du Comité du service d'audit des sociétés coopératives et vice-président du conseil d'administration de l'Autorité chypriote de l'électricité.
Il est professeur de comptabilité à l'Université européenne de Nicosie.
Le 2 juillet 2021, il est nommé ministre de la Santé de Chypre par le président, Níkos Anastasiádis, pendant la pandémie de COVID-19. Il occupe ce poste jusqu'à la fin du mandat d'Anastasiades.
En 2024, il est élu député européen.